# Luigi Guido
Luigi Guido (* 5. März 1968 in Novi Ligure) ist ein ehemaliger italienischer Judoka. Er war Europameisterschaftsdritter 1992.

## Sportliche Karriere
Der 1,85 m große Luigi Guido kämpfte bis 1997 im Halbschwergewicht, der Gewichtsklasse bis 95 Kilogramm. 1992, 1993, 1994 und 1996 war er italienischer Meister. Nach der Umstellung der Gewichtsklassen war Luigi Guido 1998 und 1999 italienischer Meister im nun bis 100 Kilogramm reichenden Halbschwergewicht. Seinen letzten italienischen Meistertitel erkämpfte er 2002 im Schwergewicht.
1990 nahm Luigi Guido an den Europameisterschaften in Frankfurt am Main teil, schied aber bereits im Achtelfinale gegen den Niederländer Theo Meijer aus. Bei den Weltmeisterschaften 1991 verlor er in der ersten Runde gegen den Schweizer Andreas Isler. Bei den Europameisterschaften 1992 in Paris überstand Guido erstmals bei internationalen Meisterschaften die erste Runde. Erst im Halbfinale unterlag er dem Franzosen Stéphane Traineau. Im Kampf um eine Bronzemedaille bezwang Luigi Guido den Niederländer Peter den Hoedt. Ende Mai 1992 gewann der Angehörige der Carabinieri eine Bronzemedaille bei den Militärweltmeisterschaften in Seoul. Zwei Monate nach den Militärweltmeisterschaften fanden in Barcelona die Olympischen Spiele 1992 statt. Guido besiegte in seinem Auftaktkampf den Israeli Simon Magalashvili und schied dann gegen den Kubaner Belarmino Salgado aus.
Bei den Europameisterschaften 1993 in Athen unterlag Guido wie im Vorjahr dem Franzosen Traineau im Halbfinale, anschließend unterlag er dem Ungarn Antal Kovács im Kampf um Bronze. 1994 schied er bei den Europameisterschaften frühzeitig aus. Nach einer Silbermedaille bei den Militärweltmeisterschaften gewann Guido Ende des Jahres Bronze bei den Weltmeisterschaften der Studierenden. 1995 unterlag Guido sowohl bei den Europameisterschaften im Mai als auch bei den Weltmeisterschaften Anfang Oktober in seinem Auftaktkampf dem Franzosen Traineau. Dazwischen siegte er in Rom bei den erstmals ausgetragenen Militärweltspielen. 1996 gewann Guido sowohl bei den Europameisterschaften als auch bei den Olympischen Spielen jeweils seinen ersten Kampf und verlor dann seine Kämpfe in der Hauptrunde und anschließend in der Hoffnungsrunde.
1997 belegte er bei den Europameisterschaften den siebten Platz. Im Juni gewann er in Bari den Titel bei den Mittelmeerspielen vor dem Slowenen Damjan Petek. 1998 und 1999 belegte Luigi Guido jeweils den siebten Platz bei den Europameisterschaften. Bei den Militärweltmeisterschaften 1998 und bei den Militärweltspielen gewann er jeweils die Silbermedaille. 2000 verlor er bei den Europameisterschaften in Breslau seinen Auftaktkampf gegen den Portugiesen Pedro Soares. Danach kämpfte er sich in der Hoffnungsrunde bis zum Kampf um Bronze durch, den er gegen Franz Birkfellner aus Österreich verlor. Bei den Olympischen Spielen in Sydney gewann er seine ersten drei Kämpfe und unterlag erst im Halbfinale dem Japaner Kōsei Inoue, anschließend verlor er den Kampf um Bronze gegen den Russen Juri Stjopkin.
Nach seiner aktiven Laufbahn wurde Luigi Guido Judotrainer und betreute erfolgreich das italienische Frauenteam.